# 科班
科班是一種類似劇團的團體，也有培養新人，传承戏曲艺术。

## 著名科班
- 京劇
  - 喜連升 / 喜連成 / 富連成
- 粵劇
  - 雛鳳鳴劇團

## 京劇科班

### 傳統京劇科班（舊科班）
傳統京劇科班通常坐科（學藝）7年，期滿出科，1949年以前，著名的傳統科班有北京的富連成（前身「喜連升」、 「喜連成」）、榮春社（尚小雲創辦）、鳴春社（李萬春創辦）；天津的稽古社等。
傳統科班只收男生，沒有文化課（學科課程），只傳授表演藝術：基本工、毯子工、把子工、唱工、做工。
管教非常嚴厲，盛行體罰，稱為「打戲」，還有句話說「不打不出戲」，學生趴在長凳上，讓教習用刀坯子（木板或竹板製的道具刀）打屁股。有一種盛行的處罰方式叫做「打通堂」（「打同堂」），一人犯錯誤，全班通同要受到打屁股的處罰。在這些只收男生的科班裡，學生被打屁股的時候，往往還要脫掉褲子，光著屁股。當時京劇界以「7年大獄」形容傳統科班的養成教育。
學員在藝名中嵌入代表期別的字樣，依入學期別排輩，以師兄弟相稱。
富連成科班的排序是：喜、連、富、盛、世、元、韻。
榮春社藝名用字是長、榮，畢業生有尚長榮、尚長春、馬長禮、楊榮環、方榮翔等。
鳴春社藝名用字是鳴、春，解散前畢業生有其弟李桐春、李慶春、李環春，其長子李小春(母親是小達子李桂春次女紉秋、舅父李少春、表弟李寶春)等。

### 新式京劇科班
新式與傳統科班最大的區別是：增加文化（學科）課程。
1949年以前，李石曾、焦菊隱等結合程硯秋、高慶奎等京劇表演藝術家在當時叫北平的北京辦了中華戲曲（專科）學校（參見北平戏曲专科学校條），傳授表演藝術以外，還開設文化課。另張謇出資，歐陽予倩在江蘇南通主持的「伶工學社」，也是一所開設文化課的京劇演員養成教育機構。中華戲校仍保留按學生期別排輩起藝名的習慣，排序是：德、和、金、玉、永。這兩所戲校都盡力減少體罰等一些被改革派視為不文明的傳統，而且男女兼收。學生都是住校（與傳統科班相同）。
1939年，許曉初看到北平中華戲曲學校的成功，在上海辦了民營的上海戲劇學校，這家學校不提供學生住宿，是第一所走讀（通學）制的新式科班。這家學校開設文化課，但保有體罰和藝名，用字是「正」，只招了第一期就停辦了。早期保有打通堂，后來在名家趙桐珊（藝名芙蓉草）建議下做了改革：廢除打同堂，男生打屁股，女生只打手心（參見顧正秋回憶錄《休戀逝水》）。

### 京劇科班在英屬香港
英屬香港有過2所民辦京劇傳統科班：粉菊花開的春秋戲劇學校和于占元開的中國戲劇研究學院，在香港電影史上影響很大。
于占元的科班有藝名制度，入科學員都以師父的元字為藝名的姓氏，吳明才、洪金寶、元彪、元奎、元華、元德、元武、元秋、成龍（藝名元樓）、袁和平（藝名元慶）、京柱（出科后拜師劉家良）等都是于占元的學生，吳明才、洪金寶2代大師兄用藝名元龍。
在粉菊花門下坐科的有錢月笙、董瑋、孟海、林正英（出科後拜師于占元）、小侯（出科後拜師劉家良）、惠天賜、鍾發等。
春秋戲劇學校和中國戲劇研究學院都是傳統科班，只傳授藝術（基本工、毯子工、把子工、唱工、做工等），沒有文化課（外語、算術等學科課程），體罰嚴厲，有打通堂。
香港京劇沒落以後都停辦了。

### 京劇科班在台灣
台灣歷史上曾存在過的民辦科班只有一所，就是後來因財務危機被台灣教育部接管的「復興劇藝實驗學校」，改公營後，仍保留體罰、藝名等許多科班舊習，藝名排序用字是：復、興、中、華、傳、統、文、化、發、揚、民、族、倫、理、道、德、大、漢、天、聲...等。另有台灣中華民國國軍陸海空三大軍種京劇隊（陸光、海光、大鵬,另有聯勤總部下設明駝國劇隊https://nrch.culture.tw/twpedia.aspx?id=12840）附設的學生班（後來合併成國立國光劇藝實驗學校），兩所都不算傳統科班，因為下列3個理由：
1. 它們都是公立；
2. 它們都有文化課；
3. 它們都是男女兼收，合班上課。

體罰在這些學校曾經非常盛行，很長時間裡都還保留打通堂（同堂）。女生也照打不誤。隨著時代進步，不再要求脫褲子挨打。其中陸光劇校和海光劇校保有藝名制度，陸光的藝名用字是：陸、光、勝、利、建、國，海光的藝名用字是海、青、昌、國。國立國光劇藝實驗學校沒有藝名舊習，但盛行體罰。
國立國光劇藝實驗學校與復興劇藝實驗學校在1999年合併成國立臺灣戲曲專科學校，2006年改成國立台灣戲曲學院。
台灣的京劇養成教育提供學員住宿，分公費和自費，基礎教育都是公費，自費的是專科以上教育。公費京劇科是8年1貫制（從小學5年級到高中畢業），免學雜費，供吃住和日用品，如果中途（自願）退學或學習不通過無法升級，要賠償公費（剛入學的試讀階段除外）。1999年開辦2年制京劇專科（大專），招收公費京劇科（中專）和高級中等學校各類科畢業生，畢業授予大專學歷（副學士）。2006年開辦招收大專畢業生（副學士）的2年制京劇學系和招收公費京劇科、高級中等學校各類科畢業生的4年制京劇學系，畢業都授予學士學位。

### 京劇科班文化采風

#### 打戲
梅兰芳回忆录《舞台生活40年》裡提到：「学生裡面，派定1个掌刑大师兄，只要听听这名称，就知道挨打是常事，当时有句『戏是打出来的』。其实也不尽然，遇到极笨的孩子，脑筋老转不过来，打也没用。」
譚富英的兒譚元壽在電視上回憶父親要求教習處罰時，打他要打得比同學更多，自己曾因表現不好，被打得要幾個同學攙扶，才能從板凳上起身。
譚富英的孫譚孝曾接受傳媒專訪，回憶祖父教導他說：「有屁股不愁挨打」。
顧正秋回憶錄《休戀逝水》裡談「打通堂」：「男生打3下屁股……有時男生太頑皮，也會被打得齜牙咧嘴的。」
吳興國回憶錄《絕境萌芽》裡說：「男同学脱光身子共浴1室时，会互相嘲笑身上有多少淤痕，还戏说是几条杠的将军；我的淤痕大部份是「打通堂」得来的。」
譚元壽的孫譚正岩在電視專訪中以京劇界行話：「打你是往你衣兜里扔钱吶」解釋自己學戲「沒少挨打」的過程。

#### 師兄弟制
師兄弟制有溫情層面：坐科時的相照應和出身后的相提攜，然而，就如梅蘭芳回憶錄提到的：師兄的任務包括代教習執行管教，主要是打屁股處罰。
在台灣的公立新式科班裡，師兄弟制有學長學弟制這樣的現代化名稱，但本質沒有改變，更沒有隨著時光的流轉而比較不殘酷，台灣京劇演員侯剛本回憶錄《戲說粉墨的青春》裡便有許多相關記述。
1990年代中，台灣國立國光劇藝實驗學校（現在的國立台灣戲曲學院木柵校區）發生學長在宿舍裡以道具棍打屁股方式處罰脫褲子光屁股學弟的事件，引起傳媒報導。

#### 拜祖師爺
傳統京劇科班如同當時多數京劇戲班的后台，都會設壇祭拜祖師爺爺：梨園始祖李隆基。
有些新式科班不拜，比如北平中華戲曲專科學校，有些則保留，比如民辦上海戲校。
台灣的公立新式科班還保留拜祖師爺。